# Левенець Віталій Миколайович
Віталій Миколайович Левенець (27 травня 1930, Дніпропетровськ — 6 березня 2020, Київ) — український лікар-ортопед, травматолог, найвідоміший «спортивний хірург» України, який лікував найкращих спортсменів країни. Доктор медичних наук (1970), професор (1975).
Майже 40 років обіймав різні посади в Київській медичній академії післядипломної освіти імені П. Л. Шупика (1964—2001), зокрема проректора з лікувальної роботи та декана хірургічного факультету. Понад 10 років віддав роботі в Національному університеті фізичного виховання і спорту України (2001—2013), заснував та очолював Центр спортивної травматології при університеті.
Першим в Україні застосував методи артроскопії та ударно-хвильової терапії. За досягнення в медичній сфері був відзначений званням «Заслужений діяч науки і техніки УРСР» (1989) та Державною премією України в галузі науки і техніки (1996). Учень професора Федора Богданова, автор понад 500 наукових робіт, зокрема близько 20 авторських свідоцтв на винаходи.

## Життєпис
Народився 27 травня 1930-го року в Дніпропетровську. В 1954-му році закінчив 2-й Московський державний медичний інститут імені Й. В. Сталіна (нині — Російський державний дослідний медичний університет імені М. І. Пирогова).
За направленням комсомолу працював дитячим хірургом-травматологом в Казахстані, в місті Актюбінськ, паралельно працюючи в лікувально-фізкультурному диспансері. В Казахстані деякий час тренував баскетбольну команду, оскільки сам був талановитим баскетболістом-аматором.
В 1956-му році переїхав до Києва, вступив до клінічної ординатури Київського інституту травматології та ортопедії. В 1961-му році першим у світі виконав трансплантацію суглобової поверхні головки стегна.
В 1963-му році здобув науковий ступінь кандидата медичних наук, захистивши дисертацію на тему «Артропластика тазобедренного сустава с консервированным костно-хрящевым гомотрансплантатом головки бедра — „колпачком“». Відтоді ж — протягом року керівник клініки складного протезування та відновлювальної хірургії Інституту травматології та ортопедії.
В 1964-му році перейшов на роботу до Київської медичної академії післядипломної освіти імені П. Л. Шупика. В академії починав як доцент під керівництвом професора Федора Богданова. В 1970-му році здобув науковий ступінь доктора медичних наук, захистивши дисертацію на тему «Костно-хрящевая гомопластика проксимального конца бедренной кости».
В 1974-му році обіймав посаду декана хірургічного факультету медичної академії, на якій працював до 1983-го року. В 1975-му році став завідувачем кафедри травматології та ортопедії. В 1983-му році — проректором з лікувальної роботи, на цій посаді — до 1989-го року.
В 1996-му році, разом з колегами, був нагороджений Державною премією України в галузі науки і техніки — «за розроблення та впровадження у медичну практику реконструктивно-відновних операцій на великих суглобах при їх ушкодженні та ортопедичних захворюваннях».
В 1999-му році заснував Українську асоціацію спортивної травматології, хірургії коліна та артроскопії, яку очолював до 2007-го року.
З 2001-го року — науковець Національного університету фізичного виховання і спорту України. У 2002-му році, за ініціативою тодішнього ректора університету Володимира Платонова, створив та до 2010-го року очолював Центр спортивної травматології при університеті. До 2006-го року фахівці Центру під керівництвом Віталія Левенця консультували та лікували членів збірних Олімпійських команд України.

Могила Віталія Левенця, Звіринецьке кладовище

Був одружений, виховав сина — юриста Олексія Левенця, керуючого партнера юридичної компанії «Левенець, Маців та партнери».
У 2013-му році вийшов на заслужений відпочинок, до останнього консультував колег та колишніх пацієнтів. Помер за два з половиною місяці до 90-го дня народження, 6 березня 2020-го року. Про смерть «спортивного хірурга» Віталія Левенця з невідомих причин не знав майже ніхто з колег, про неї не повідомило жодне фахове ЗМІ або друковане видання, тому в ювілейний день народження вже покійного науковця вітали та зичили здоров'я, зокрема, колеги з часописів «Травма» та «Ортопедія, травматологія та протезування». Похований на Звіринецькому кладовищі Києва.

## Наукова та лікарська діяльність
Автор понад 500 наукових робіт, зокрема близько 20 авторських свідоцтв на винаходи. Першим в Україні застосував методи артроскопії та ударно-хвильової терапії. Академік Нью-Йоркської академії наук та Національної академії медичних наук України.
Серед учнів Віталія Левенця — професори, доктори та кандидати медичних наук, зокрема, Генріх Герцен, Петро Музиченко, Ярослав Лінько, Михайло Риган, В'ячеслав Майко, Петро Нікітін тощо.
З 1970-х до середини 1990-х років — найзатребуваніший та найвідоміший «спортивний хірург» України. Лікував кращих спортсменів країни, зокрема, Олега Блохіна, Володимира Мунтяна, Сергія Балтача, Сергія Круликовського, Ірину Дерюгіну та багатьох інших. Найтяжчою ситуацією за роки практики називав цілий «букет» травм у півзахисника Павла Яковенка: пошкодження відразу кількох зв'язок у колінному суглобі та відрив м'язу, все це в різних зонах. Після успішної операції Яковенко повернувся на футбольне поле.
Востаннє оперував відомого пацієнта в середині 1990-х років — футболіста Сергія Реброва. Тоді ж відійшов від практичної хірургії серед спортсменів, передавши ці обов'язки своїм більш молодим учням.

## Науковий доробок (частковий)
- 1963 — «Артропластика тазобедренного сустава с консервированным костно-хрящевым гомотрансплантатом головки бедра — „колпачком“» (дисертація)
- 1970 — «Костно-хрящевая гомопластика проксимального конца бедренной кости» (дисертація)
- 1977 — «Внутренние повреждения коленного сустава» (навчальний посібник)
- 1977 — «Применение ДМСО в травматологии и ортопедии» (навчальний посібник; у співавторстві)
- 1978 — «Лечение переломов у детей» (стаття; разом із Генріхом Герценом)
- 1979 — «Ингибиторы ферментов протеолиза в лечении деформирующего артроза» (стаття)
- 1979 — «Профилактика тромбоэмболических осложнений при политравме» (навчальний посібник; разом з Валерієм Пляцком)
- 1980 — «Переломы шейки бедра» (стаття)
- 1980 — «Лечение открытых повреждений крупных суставов» (навчальний посібник)
- 1982 — «Открытые повреждения крупных суставов» (стаття)
- 1982 — «Стабильные переломы позвоночника» (стаття)
- 1983 — «Закрытые переломы костей кисти» (стаття)
- 1985 — «Комплексное лечение ревматоидного артрита» (стаття)
- 1987 — «Диагностика и лечение повреждений суставного хряща коленного сустава» (навчальний посібник; разом з Валерієм Пляцком)
- 1988 — «Деформирующий артроз» (навчальний посібник)
- 1991 — «Артроскопія» (монографія; разом з Валерієм Пляцком)
- 1991 — «Профилактика и лечение гнойно-воспалительных осложнений при лечении переломов костей» (навчальний посібник)
- 2000 — «Хронічна нестабільність колінного суглоба» (навчально-методичний посібник; у співавторстві)
- 2000 — «Ендопротезування в лікуванні зламів шийки стегна» (навчально-методичний посібник; у співавторстві)
- 2003 — «Ушкодження сумково-зв'язкового апарату гомілково-ступневого суглоба у спортсменів (діагностика та лікування)» (навчальний посібник; разом з Михайлом Риганом)
- 2008 — «Спортивна травматологія» (навчальний посібник; разом з Ярославом Ліньком)
- 2010 — «Ушкодження і захворювання п'яткового (ахіллового) сухожилка» (навчальний посібник; разом з В'ячеславом Майко)
- 2012 — «Ударно-хвильова терапія в ортопедії і спортивній медицині» (монографія; разом з Михайлом Риганом)
- 2013 — «Ударно-хвильова терапія в лікуванні несправжніх суглобів» (стаття; у співавторстві)
- 2015 — «Діагностика та лікування остеоартрозу колінного суглоба у футболістів» (навчальний посібник; у співавторстві)

### Винаходи
- 1980 — ортопедичний апарат (у співавторстві)
- 1981 — функціонально-корегуючий прилад (у співавторстві)
- 1981 — спосіб лікування звичного вивиху плеча (у співавторстві)
- 1982 — спосіб лікування посттравматичного нейродистрофічного синдрому кінцівок (разом з Ярославом Крижанівським)
- 1984 — фіксатор хребта (разом з Ярославом Крижанівським)
- 1985 — спосіб лікування гнійно-септичних захворювань (у співавторстві)
- 1985 — прилад для дренажу (у співавторстві)
- 1986 — компресійний прилад для остеосинтезу довгих трубчастих кісток (у співавторстві)
- 1988 — пластина для остеосинтезу (у співавторстві)
- 1988 — спосіб відновлення передньої хрестоподібної зв'язки колінного суглобу (у співавторстві)
- 1988 — спосіб лікування гнійних ран (у співавторстві)
- 1988 — спосіб лікування дегенеративно-дистрофічних захворювань суглобів (разом з Валерієм Пляцком)
- 1988 — прилад для остеосинтезу (у співавторстві)
- 2010 — спосіб лікування больового синдрому при тендинозі і тендиніті у спортсменів (у співавторстві)

## Нагороди
- 1963 — срібна медаль ВДНГ СРСР
- 1989 — заслужений діяч науки і техніки УРСР
- 1996 — Державна премія України в галузі науки і техніки — за розроблення та впровадження у медичну практику реконструктивно-відновних операцій на великих суглобах при їх ушкодженні та ортопедичних захворюваннях
- 1999 — довічна державна стипендія Президента України
- 2000 — орден «За заслуги» III ступеня
- 2004 — почесна грамота Кабінету Міністрів України